# 조원희 (1964년)
조원희(1964년 9월 27일 ~ )는 대한민국의 배우이다.

## 학력
- 경기대학교 연기예술 학사
- 동국대학교 문화예술대학원 연극예술학 석사

## 경력
- 서일대학교 연극영화학과 조교수

## 출연작

### 영화
- 2021년 《브라더》 - 최진종 역
- 2019년 《작은새》 - 지영 아빠 역
- 2018년 《물괴》 - 우의정 역
- 2017년 《포크레인》 - 대대장 역
- 2016년 《인천상륙작전》 - 서울지역사령관 역
- 2016년 《검사외전》 - 경찰청장 역
- 2015년 《무뢰한》 - 덕룡 역
- 2014년 《69일후 (단편)》 - 김씨 역
- 2014년 《우리는 형제입니다》 - 남자사회자 역
- 2011년 《착한 살인자들》
- 2011년 《간기남》 - 남영길 역
- 2011년 《쉐어 더 비전》 - 선재 역
- 2010년 《보험금 지급액 연산법》
- 2010년 《포화속으로》 - 사단장 역
- 2008년 《신기전》 - 유봉 역
- 2008년 《마지막 선물》 - 철구 역
- 2007년 《사랑방 선수와 어머니》 - 요양원 원장 역
- 2007년 《사랑은 쉬지 않는다》
- 2006년 《홀리데이》 - 경호원 역
- 2005년 《무영검》 - 조천수 역
- 2004년 《페이스》 - 김한수 역
- 2004년 《태극기 휘날리며》 - 대대장 역
- 2003년 《블루》 - 송 원사 역
- 2001년 《베사메무쵸》 - 준혁 역
- 2000년 《단적비연수》 - 한 역
- 2000년 《오! 수정》
- 1999년 《자귀모》 - 영은 남편 역

### 드라마
- 2022년 JTBC 《서른, 아홉》 - 김정택 역
- 2021년 SBS 《홍천기》 - 성진기 역
- 2019년 MBC 《더 뱅커》 - 송기열 실장 역
- 2018년 tvN 《나인룸》 - 박철순 역
- 2017년 tvN 《크리미널 마인드》
- 2017년 SBS 《수상한 파트너》 - 판사 역
- 2016년 OCN 《뱀파이어 탐정》
- 2015년 KBS 《발칙하게 고고》 - 서병준 역
- 2014년 KBS 《왕의 얼굴》 - 김두서 역
- 2012년 tvN 《제3병원》 - 윤 과장 역
- 2011년 SBS 《더 뮤지컬》 - 유 사장 역

### 방송
- 2022년 KBS1 《다큐 인사이트 - 퍼펙트 스톰》 - 내레이션

### 뮤지컬
- 2019년 《엑스칼리버》 - 엑터 역